# Upplands runinskrifter 413
Upplands runinskrifter 413 är en vikingatida runristad gravhäll av sandsten i Norrsunda kyrka, Norrsunda socken och Sigtuna kommun. Stenen är 1,7 meter lång, 0,7 meter bred och 12 centimeter tjock. Runhöjden är cirka 12 centimeter. Ursprungligen har hällen legat på en grav på kyrkogården, på ett sådant sätt att alla stenens tre ristade sidor varit synliga. På ovansidan av hällen finns ett georgskors med en lång stav.

## Inskriften
Translitterering av runraden:
ulfr + lit kiara · merki · eftiʀ · iarut · sun · sin · en : biarn : ok · ruʀikr · eftiʀ · broþur · sin ·
Normalisering till runsvenska:
Ulfʀ let gæra mærki æftiʀ Iarund, sun sinn, en Biorn ok ʀøʀikʀ æftiʀ broður sinn.
Översättning till nusvenska:
Ulv lät göra minnesmärket efter Järund, sin son, och Björn och Rörik efter sin broder.
Namnet Jǫrund finns med på Sö 21, Sö 260, Sö 292, Öl 25, Vg 92 och är vanligt i Uppland: U 43, U 307, U 323, U 753, U 762, U 917, U 977, U 989 U 995, U 1006, U 1168; det förekommer tre gånger bara i inskriften från Norrsunda sn.: U 413, U 425, U 426, där det måste vara namn på tre olika personer. Namnet (H)røʀikʀ är ganska ovanligt och finns i varianter ryʀ:iks (Sö 47), hruʀikʀ (Ög 153), þruʀikr (Sö 163) och þ[ur]ʀikʀ (Sö 211).